# Idrætsklubben Aalborg Freja
Idrætsklubben Aalborg Freja af 1912 er en dansk fodboldklub hjemmehørende i Aalborg og er medlem af Jydsk Boldspil-Union (JBU) under Dansk Boldspil-Union (DBU). Klubbens bedste herre-seniormandskab spiller i Jyllandsserien i sæsonen 2016/17, men har tidligere spillet i Danmarksturneringens daværende tredjebedste fodboldrække, da denne hed 3. division. Sidenhen er det dog kun blevet til kampe i de lokale serier, samt Danmarksserien.

## Klubbens historie
Aalborg Freja er stiftet i den 2. maj 1912 af Ejner Petersen i hans egen kælder. Petersen navngav den nye klub Fodboldklubben Freja, hvilket sidenhen er blev ændret til det nuværende fulde navn.
I forbindelse med Aalborg Stadions indvielse i 1920 spilledes en kamp mellem de to bedste mandskaber i Nordjylland, hvilket på dette tidspunkt var Aalborg Boldspilklub og Aalborg Freja. Aalborg Freja vandt fodboldkampen med cifrene 5-1.
I oktober 2021 spillede klubben "Den største enkeltstående kamp i klubbens historie", da Brøndby IF kom på besøg i 1/8-finalerne i DBU Pokalen. Kampen blev spillet på Aalborg Portland Park og blev overværet af 4.300 tilskuere. Freja måtte dog se sig slået 0-3.

## Aalborg City Cup
Aalborg City Cup er en ungdomsfodboldturnering der arrangeres af Aalborg Freja. Den bliver som regel spillet i Kristi Himmelsfartsdagene i og omkring klubbens anlæg i Aalborg Vestby. Turneringen tiltrækker over 3.500 deltagere fra hele Europa.

## Ekstern kilde/henvisning
- Aalborg Frejas officielle hjemmeside